# Lutz Schwerinski
Lutz Schwerinski (* 16. Februar 1966) ist ein ehemaliger deutscher Fußballspieler, der unter anderem beim 1. FC Magdeburg und dem VfL Wolfsburg spielte.

## Laufbahn
Lutz Schwerinski kam 1985 als 19-jähriger Anlagenmechaniker von BSG Einheit Güstrow zum zweitklassigen DDR-Ligisten Dynamo Schwerin. Der 1,84 Meter große Offensivspieler wechselte 1987 für eine Saison in die DDR-Oberliga zur BSG Stahl Brandenburg, konnte sich dort mit sechs Einsätzen aber nicht als Stammspieler etablieren. Er war in diesen Partien stets nur Einwechselspieler und stand insgesamt nur 55 Minuten auf dem Feld.
Im Anschluss war er bei Post Neubrandenburg und ab 1989 bei Stahl Riesa wieder in der DDR-Liga aktiv, in diesen Spielzeiten 1988/89 und 1989/90 zählte Schwerinski mit zwölf und 18 Treffern zu den führenden Torschützen. 1990 wurde er vom 1. FC Magdeburg unter Vertrag genommen, für den er 1990/91 in 25 Oberligaspielen sechs Tore erzielte. Gegen Rovaniemen Palloseura und Girondins Bordeaux kam er mit dem FCM auch zu insgesamt drei Einsätzen im UEFA-Cup. In der letzten DDR-Oberligasaison verpasste Schwerinski innerhalb der NOFV-Oberliga mit dem 1. FC Magdeburg die Qualifikation zur 2. Fußball-Bundesliga. In der folgenden Nordost-Oberliga-Saison 1991/92 kam Schwerinski in 33 der 38 ausgetragenen Punktspiele zum Einsatz und erzielte 22 Tore.
1992 wechselte Schwerinski für eine Saison zum VfL Wolfsburg in die 2. Bundesliga, wo er 23 der 46 Punktspiele bestritt und zu drei Toren kam. Anschließend spielte er bis 1998 beim VfB Lübeck an. Nach zwei Spielzeiten in der 2. Bundesliga mit 19 bzw. drei Einsätzen, war nach dem Lübecker Abstieg in der Folgezeit nur noch unterklassig aktiv. Seine Laufbahn ließ er 2005 beim FC Schönberg 95 in der fünftklassigen Verbandsliga Mecklenburg-Vorpommern ausklingen.

## Statistik
- DDR-Oberliga: 30 Spiele (6 Tore)
- 2. Fußball-Bundesliga: 45 Spiele (5 Tore)